# Гіркокаштан каліфорнійський
Гіркокашта́н каліфорні́йський (Aesculus californica) — отруйна багаторічна рослина родини сапіндових. Ендемік Каліфорнії. Цінна декоративна культура.

## Назва
Гіркокаштан каліфорнійський вперше був описаний в 1834 році ботаніком Едуардом Спашем під назвою Calothyrsus californica. В 1838 році Томас Наттолл відніс його до роду Aesculus. Українська назва вказує на зону поширення цього виду і його важливу ознаку — гіркуватий смак плодів, що відрізняє цю рослину від їстівного справжнього каштана.

## Опис
Кущ або невелике дерево заввишки 4-12 м, часто зростає у багатостовбурній формі. Крона розлога, завширшки 3-15 м. Кора гладка, блідо-сіра, майже біла, на молодих пагонах — червонувато-коричнева. Бруньки загострені і смолисті. Листки темно-зелені, гладкі, пальчасті, зазвичай складені з 5 листочків (рідше — з 7). Кожен листочок еліптично-довгастої, яйцеподібно-ланцетної або довгасто-ланцетної форми, біля основи серцеподібний, з дрібнозубчастим краєм, завдовжки 7-17 см і завширшки 2-6 см. Черешки завдовжки 1-12 см, опушені.
Суцвіття — волоть 8-20 см завдовжки та 5-8 см завширшки. Квітконіжки волохаті, завдовжки 3-10 мм. Квітки білі або блідо-рожеві, запашні. Чашечка квітки 5-8 мм завдовжки, дзвоникувата або трубчаста, лавандового, рожевого або фіолетового кольору. Чашолистків п'ять. Оцвітина складається з 4-5 пелюсток, їх довжина коливається від 12 до 18 мм. Тичинки нерівні (18-30 мм), зігнуті, голі, білого або фіолетового кольору. Пиляки голі, яскраво-помаранчеві, на кінчику залозисті. Плід — обернено-яйцеподібна коробочка завширшки 5-8 см. Оболонка плоду тонка, світло-бура. Всередині він містить кілька блідо-помаранчевих насінин завширшки 4-5 см.
Кора, листя і насіння отруйні. Вони містять нейротоксичний глікозид ескулін, який спричинює гемоліз еритроцитів у хребетних, а також є смертельною отрутою для бджіл. Квітне у травні-липні.

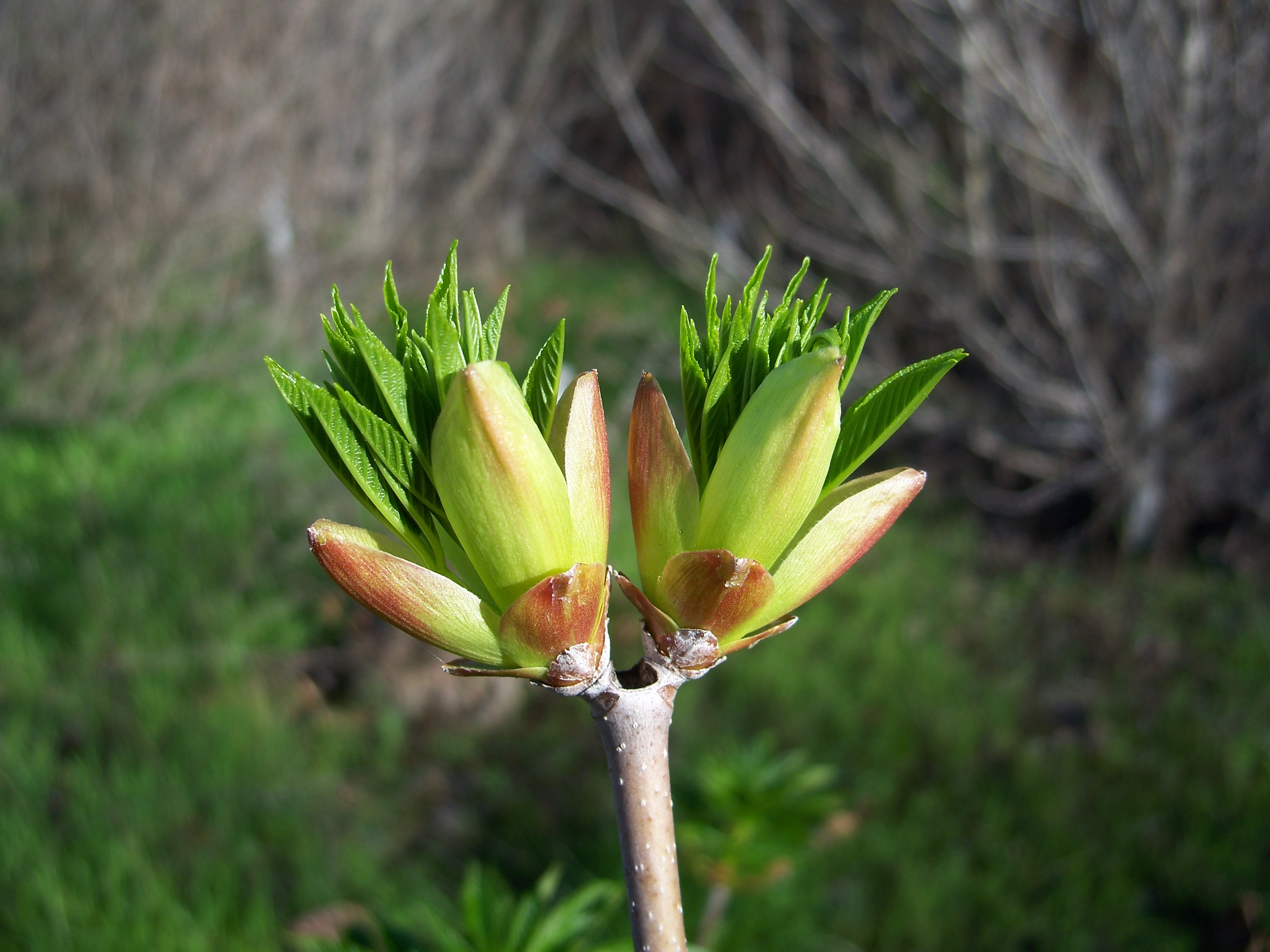
Бруньки
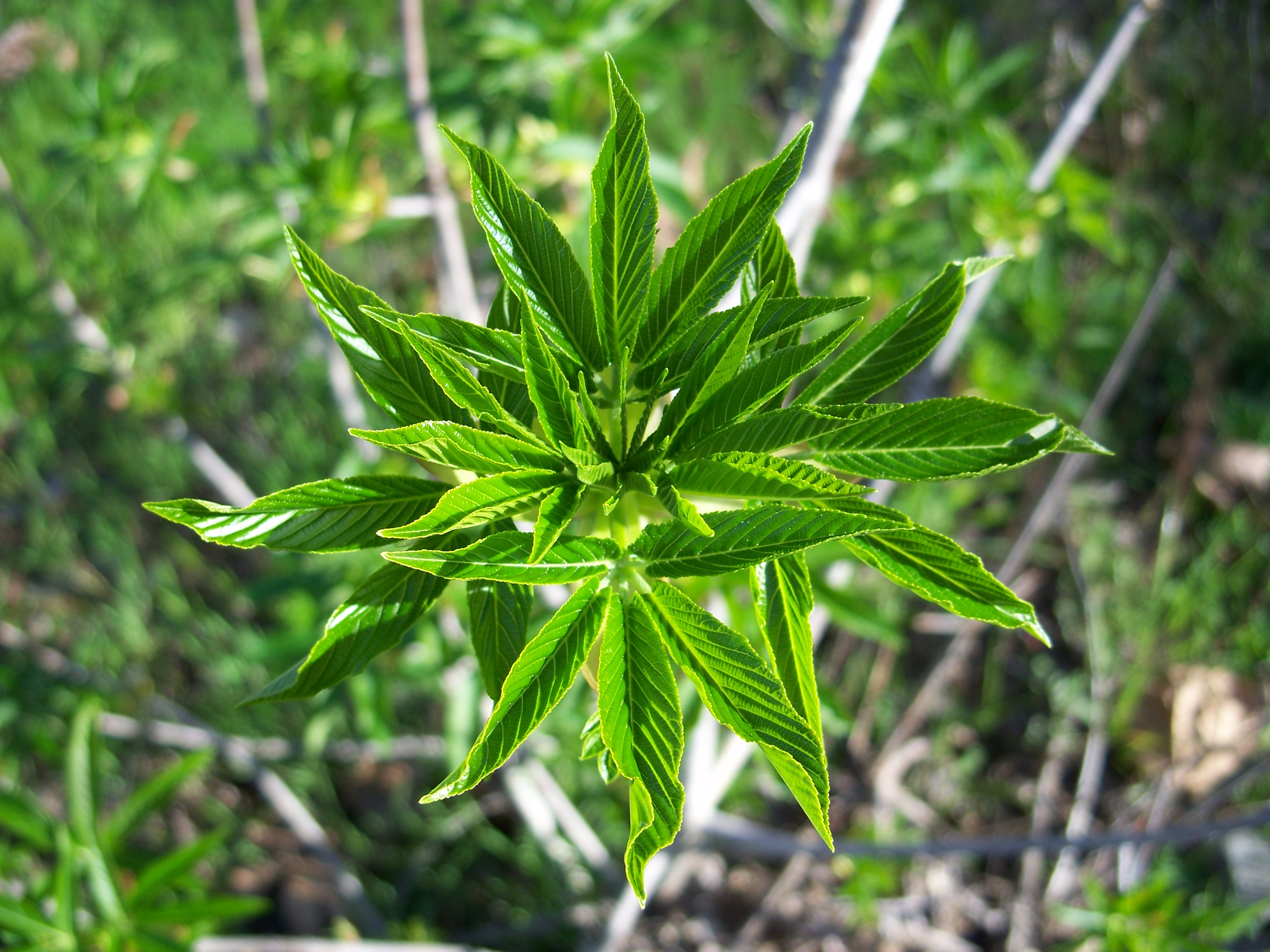
Молоде листя
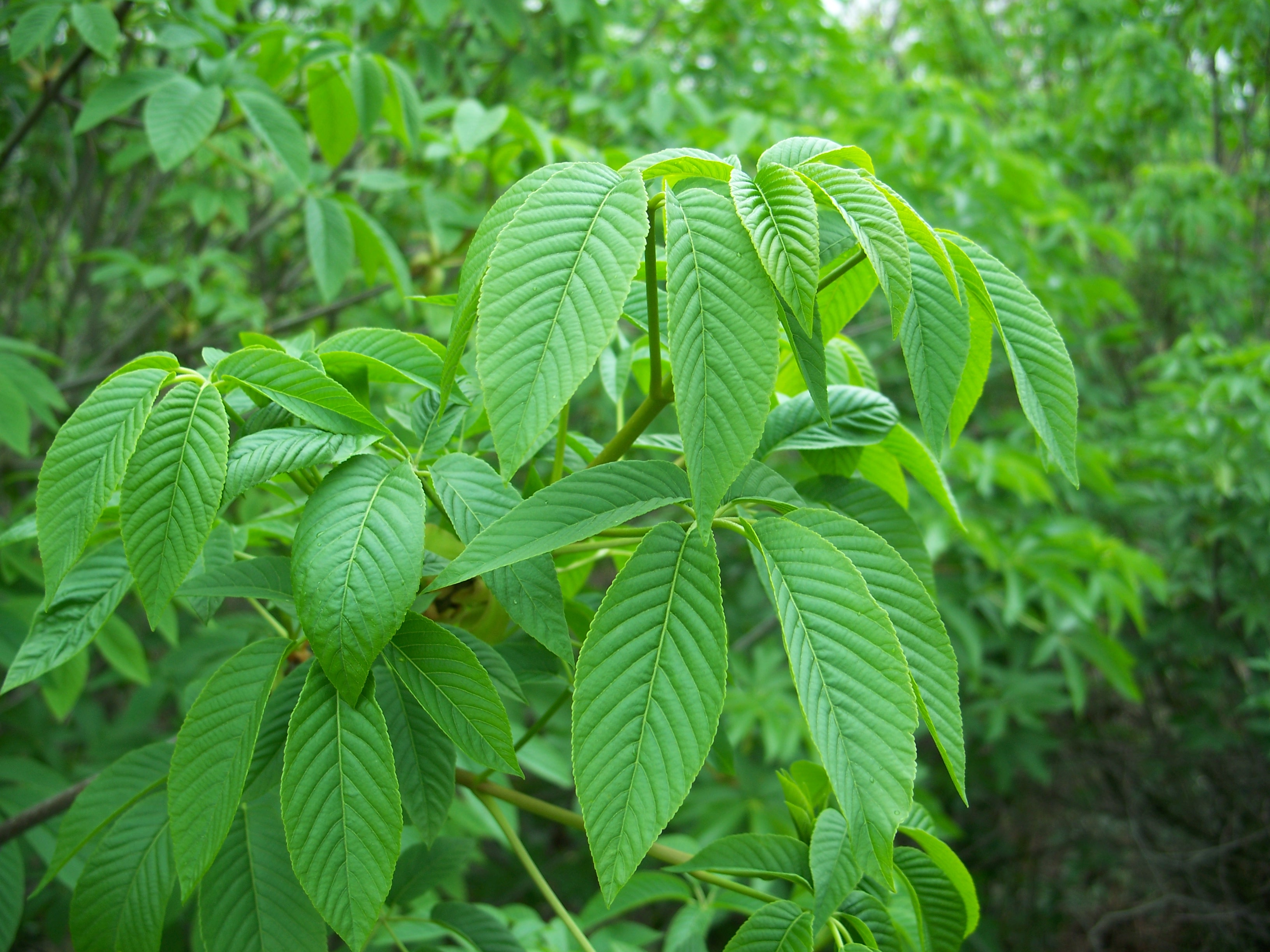
Листя у повному розвої
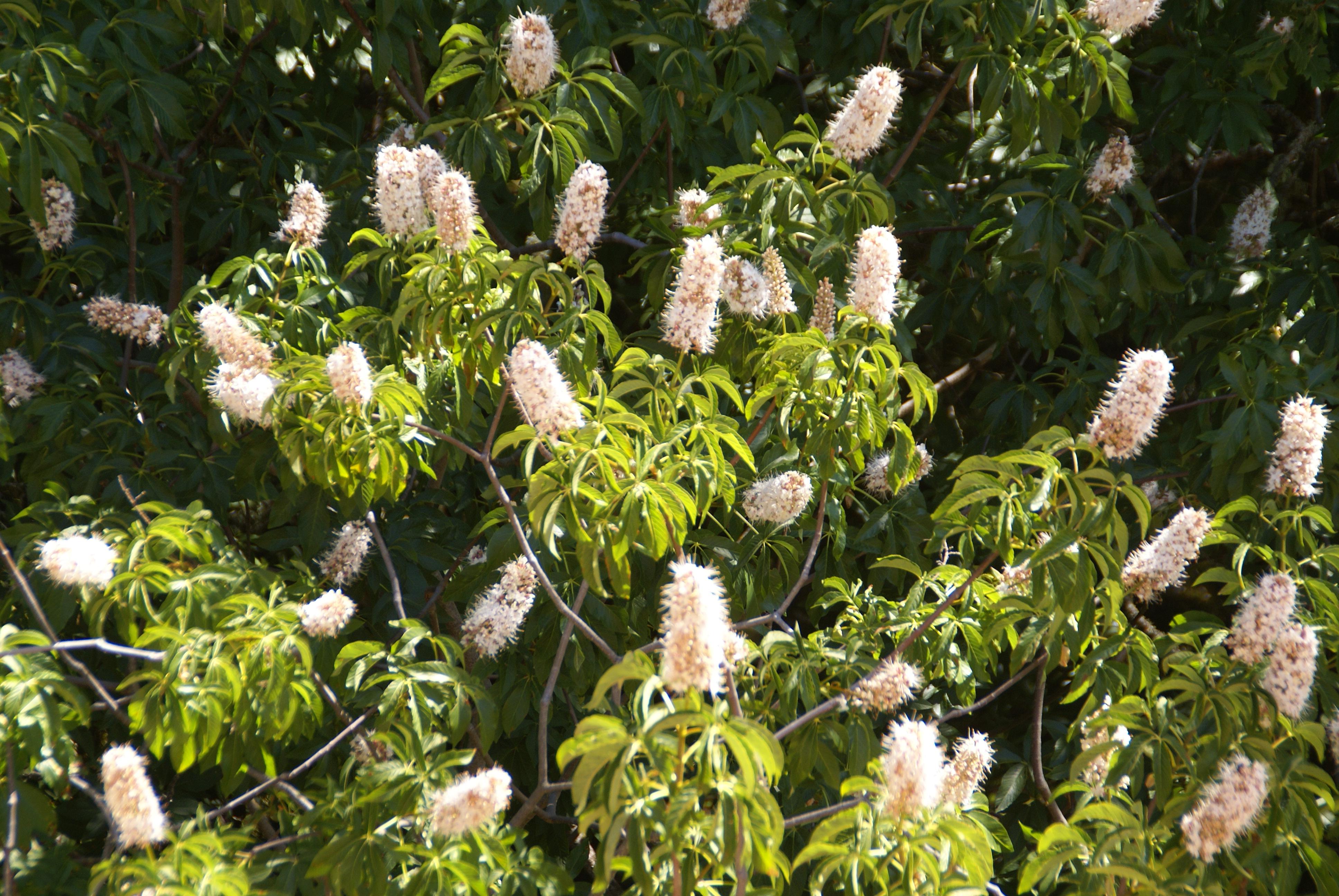
Квітучі гілки

## Екологія та поширення
Надає перевагу суглинистим або сухим гравійним ґрунтам. В залежності від місця зростання може бути вічнозеленим або листопадним. Вічнозелені особини зростають у місцинах з достатньою вологістю, листопадні форми утворилися як пристосування до нестачі вологи у посушливий сезон. Такі рослини вкриваються листям наприкінці зими або ранньою весною, а скидають його в середині осені. Квіти запилюються метеликами.
Ареал цього виду відокремлений від центру розповсюдження більшості гіркокаштанів секції Calothyrsus — Азії. Рослина зростає у центральній Каліфорнії, південно-західному Орегоні та в нижньому поясі гір Сьєрра-Невада, де підіймається до висоти 1500 м. Зрідка трапляється у Центральній долині. Біотопи, в яких поширений каліфорнійський гіркокаштан, доволі різноманітні: цю рослину можна зустріти в напівзатінку на дні вологих каньйонів, на сухих південних схилах, в угрупованнях з каліфорнійським чорним та лопатевим дубом, каліфорнійською умбелюларією, жовтою сосною та сосною Сабіна.

## Застосування
В США гіркокаштан каліфорнійський високо цінують як декоративну та лісомеліоративну породу. Серед інших дерев він вирізняється яскравим листям, великими суцвіттями, запашними квітками. Окрім парків цей вид висаджують на еродованих ділянках для закріплення схилів. Втім його не можна вирощувати біля пасік, щоб запобігти загибелі бджіл.
Молоді гілочки та листя гіркокаштану каліфорнійського не насичені токсинами, тому вони придатні на корм худобі, також ними живляться дикі тварини.
Індіанські племена помо та йокут використовували плоди цього виду для риболовлі: вони кидали їх у невеликі струмки, що викликало запаморочення риби. В роки, коли був неврожай жолудів, насіння гіркокаштану деяким чином виступало замінником цього традиційного продукту. Щоб звільнити плоди від отрути, їх протягом кількох діб варили або вимочували у воді.

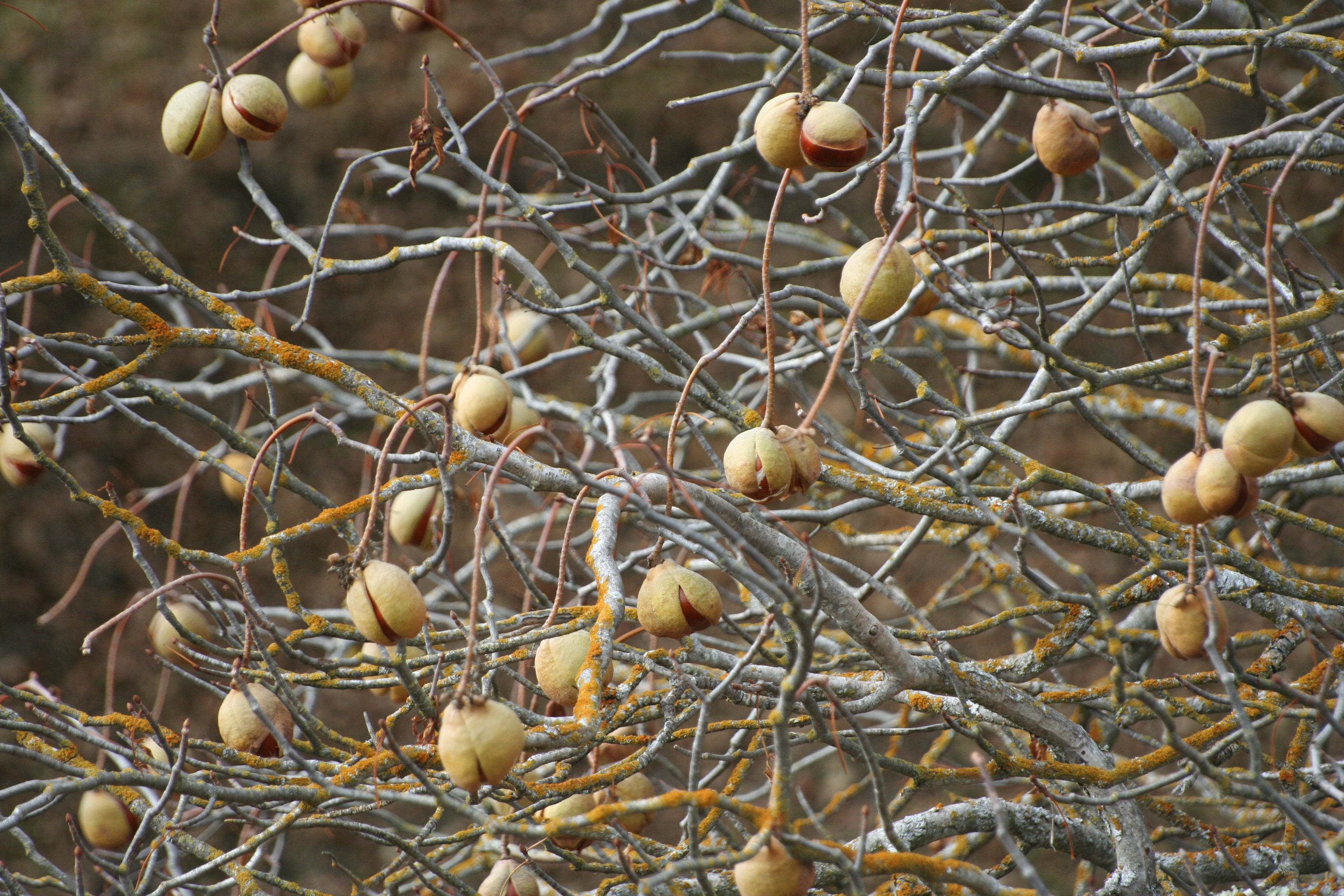
Гілки з плодами
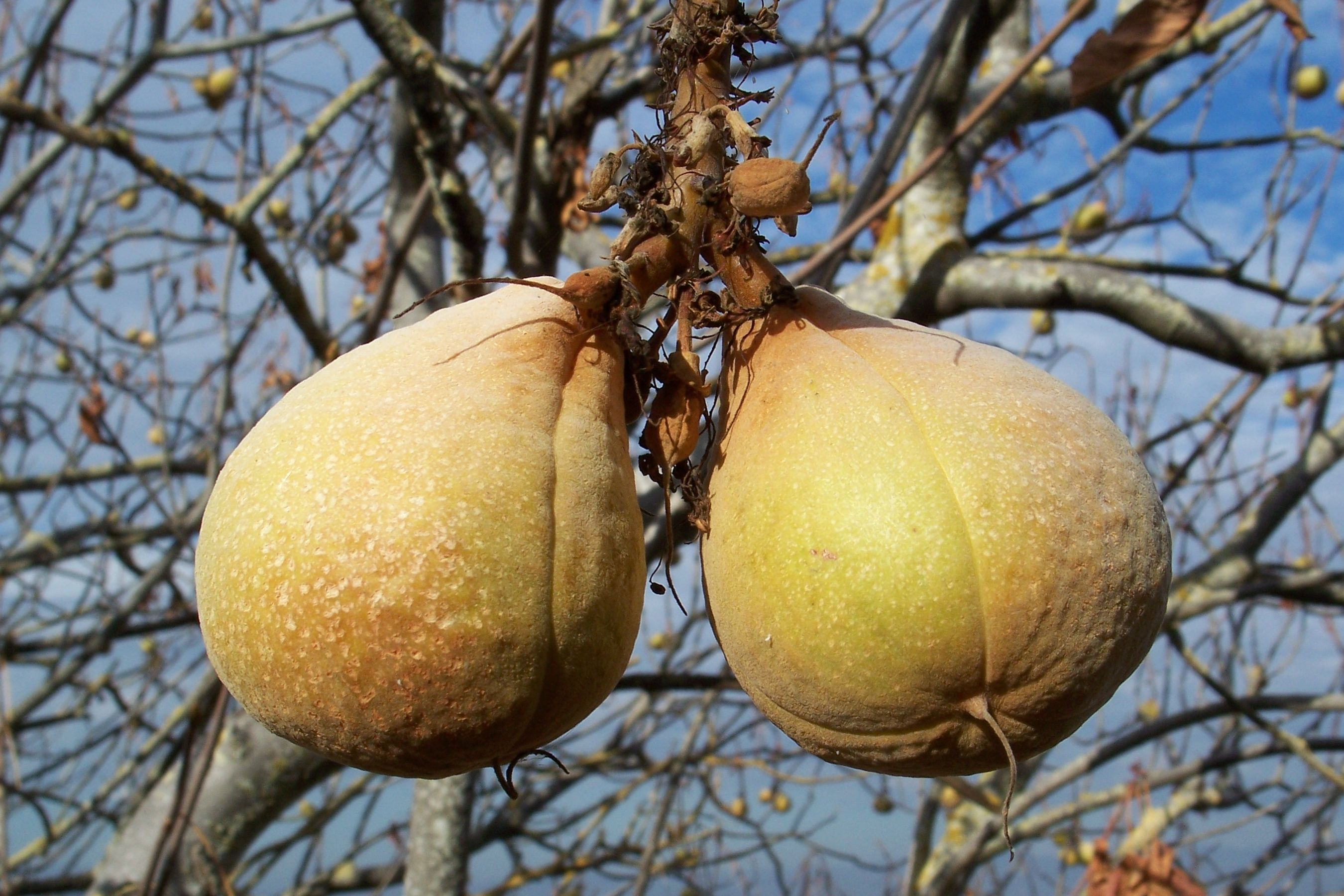
Стиглі нерозкриті плоди
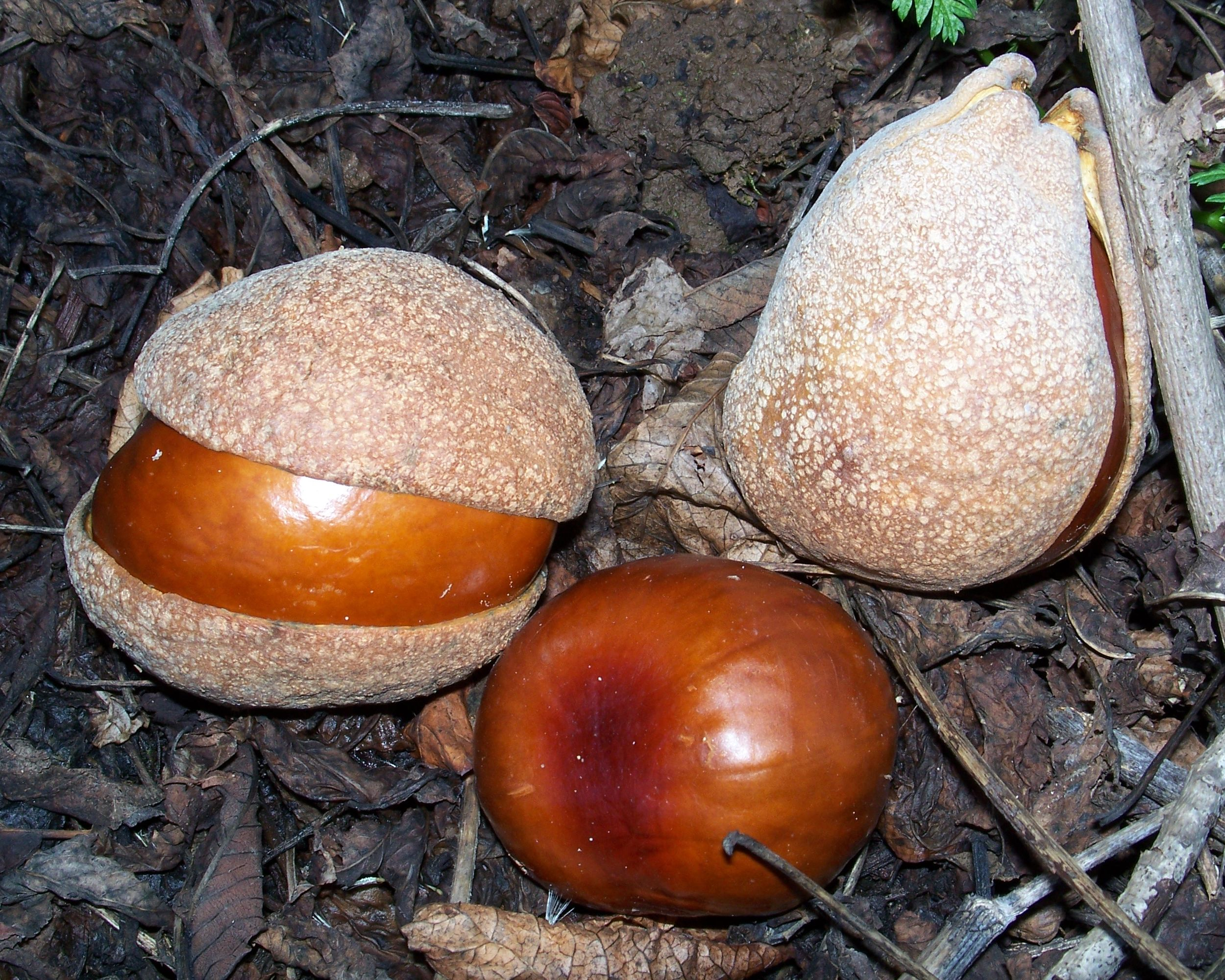
Насіння